# Procynosuchidae
Процинозухові (лат. Procynosuchidae) — родина ранніх  цинодонтів. З'явилися близько 260 млн років тому і вимерли 250 млн років тому. У родині — 5 або 6 родів, найбільш відомий процинозух з пізнього перму  Росії,  Німеччини і  Південної Африки.

## Опис
Процинозухові вже мали деякі ознаки ссавців, але багато в чому були схожі з  тероцефалами. Очі спрямовані вперед. Вторинне небо — неокостеніле. Нижня щелепа — більша, ніж у тероцефалів.
Деякі процинозухові були наземними тваринами, але більшість з них — напівводні хижаки. Всеїдні.
Родина процинозухових належить до інфраряду Procynosuchia, куди належить ще невеликий цинодонт двінія, що виділяється в родину Dviniidae.

## Роди
- Nanocynodon
- Parathrinaxodon
- Uralocynodon — перм Росії
- Procynosuchus
- Sludica bulanovi — процинозухид, описаний  М. Ф. Івахненком з Вологди в 2012 р.